# Енџи Дикинсон
Енџи Дикинсон (енгл. Angie Dickinson), рођена као Анџелина Браун (енгл. Angeline Brown) је америчка глумица, рођена 30. септембра 1931. године у Калму, Северна Дакота.
Почела је да глуми на телевизији и филму, а широку славу стекла је улогом у филму „Рио Браво” (1959). Седамдесетих година прошлог века играла је главну улогу у популарној серији „Полицајка”, за коју је добила Златни глобус и три номинације за Еми.